# Wanda von Debschitz-Kunowski

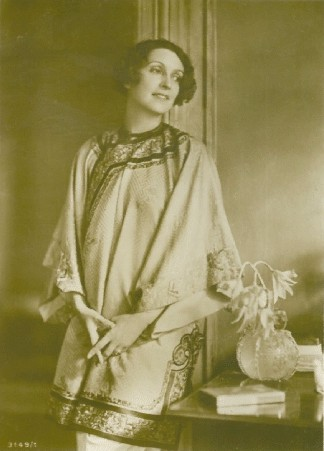
Wanda von Debschitz-Kunowski: herečka Erna Morena (1885-1962)

Wanda Wilhelmine Auguste von Debschitz-Kunowski, rozená von Kunowski (8. ledna 1870 Hammer, okres Czarnikau, Poznaň – 23. dubna 1935 Berlín) byla německá portrétní fotografka.

## Rodina
Debschitz-Kunowski byla dcera pruského královského majora Augusta von Kunowskiho (1836–1883) a Heleny von Bethe (1837–1887). George August Kunowski (1757–1838), ministerský předseda mírové církve Schweidnitz, byl starší bratr jejího pradědečka.
Vdala se 16. srpna 1898 v Görlitzu za malíře Williama Debschitze (21. února 1871 v Görlitz – 10. 3. 1948 Lüneburg, Dolní Sasko), syna královského pruského generálporučíka Kolmar von Debschitze (1809–1878) a Pauline von dem Borne (House Berneuchen (1830–1912). Manželství se nicméně rozvedlo v červenci 1924. Z tohoto manželství zůstala dcera Wanda Debschitzová (1899–1986), provdaná za Ericha Ziegerta (1900–1978).

## Život
Po studiu v Berlíně s malířem Carl Gussowem (asi 1890) se odstěhovala Debschitz-Kunowski do Mnichova a absolvovala lekce studiového malíře Heinricha Nauena. Kolem roku 1895 vznikly menší umělecké práce, jako například dřevěné podnosy a krabice. V roce 1900 začala studovat Státní odbornou akademii fotografického designu v Mnichově a brala lekce od Američana Eugena Schmidta.
Od roku 1902 do 1905 pracovala v dílně obrábění kovů v Debschitzově škole, umělecké škole svého manžela. Od roku 1905 do 1914 tamtéž pracovala jako učitelka fotografie a pořizovala fotografické záznamy děl tamějších umělců. Kromě toho se úspěšně věnovala soukromým zakázkám, například portrétům Mnichovských osobností a také žáků ze školy. Pro Debschitze pořizovala fotografické krajinářské snímky, podle kterých pak studenti zhotovovali olejomalby. Některé její fotografie byly publikovány v časopisech.
V roce 1914 následovala svého manžela do Hannoveru, který si tam po prodeji své umělecké školy našel nové místo. V roce 1918 spolupracovala na fotografické publikaci Der Akt.
V roce 1921 žila odloučeně od svého manžela, se kterým se rozvedla v roce 1924 a otevřela si své vlastní fotografické studio v Berlíně. Tam se specializovala na fotografie užitého umění, včetně porcelánu pro berlínskou Královskou porcelánovou manufakturu a také na portréty osobností, jako byli Max Planck, Clara Rilke-Westhoff nebo Albert Einstein. Pořizovala také fotografie moderní architektury a výstav.

## Dílo

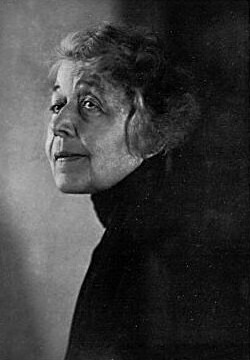
Ricarda Huch (1864–1947), spisovatelka Foto: Wanda von Debschitz-Kunowski (Menschen der Zeit, Königstein (Taunus), 1931, Abb. 83)
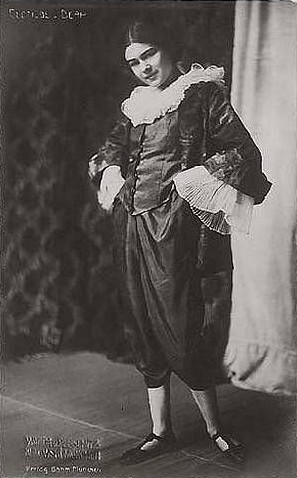
Clothilde von Derp (1892–1974), tanečnice Foto: Wanda von Debschitz-Kunowski (Künstlerkarte, Verlag Böhm, Mnichov asi 1920)
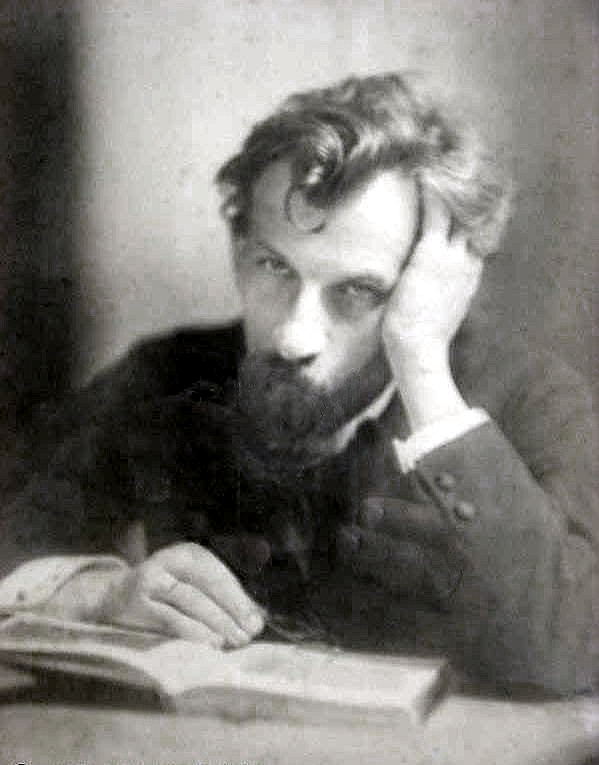
Hans Pfitzner, 1910

## Publikace
V následujících publikacích byly zveřejněny její fotografie (neúplný seznam):
- Die Blauen Bücher: Menschen der Zeit. Hundert und ein Lichtbildnis wesentlicher Männer und Frauen aus deutscher Gegenwart und jüngster Vergangenheit, Karl Robert Langewiesche Verlag, Königstein (Taunus) 1931.
- Hans-Curt Köster (Bearb.): Das Werk. Technische Lichtbildstudien, Neudruck der Erstausgabe von 1931 nebst Materialien zur Editionsgeschichte, Albertina (vyd.), Wien 2002, ISBN 3-7845-3560-7.
- A. P. Zeller (vyd.): Das Reich der Hausfrau. Praktischer Lehrkurs der rationellen Hauswirtschaft, Kochkunst und Ernährungskunde, 2 Bände, Verlag hauswirtschaftlicher u. mediziner Werke (Carl Ehlers), Konstanz (Bodensee) asi 1930.
- A. P. Zeller (vyd.): Das Reich der Hausfrau. Ein Lehrkurs der zweckmäßigen Hauswirtschaft etc.; Emil Frey Verlag, Zürich, ohne Jahresangabe.
- Hans Kaiser: Gesegnete Fehlzeit. Ein Ratgeber für Küche, Einkauf, Kochen und Essen, Deutsche Buchgemeinschaft, Berlín.
- Das deutsche Lichtbild, Jahresschauen 1927/1928 und 1932, Robert & Bruno Schultz, Berlín 1927 a 1931.
- Les Dones fotògrafes de la República de Weimar: 1919/1933, Barcelona Fundació „la Caixa“, Barcelona (Spanien) 1995, ISBN 84-7664-499-X.
- Friedrich Schiller: Das Lied von der Glocke, mit Ornamenten von Wanda von Debschitz-Kunowski, Theo Stroefer Verlag, Nürnberg 1905.
- Unsere Zeit in 77 Frauenbildnissen, Niels Kampmann Verlag, Heidelberg, asi 1930.
- Kunstgewerbeblatt, Neue Folge, 17.–19. Jahrgang, Monatsschrift, Seemann Verlag, Lipsko 1906–1908.
- Menschen auf der Straße, Zweiundvierzig Variationen über ein einfaches Thema, J. Engelhorns Nachf., Stuttgart 1931.
- Paul Nikolaus: Tänzerinnen, Delphin-Verlag, Mnichov 1919.
- Egon H. Strassburger: Kinder, Reimar Hobbing Verlag, Berlín 1931.
- Karl Vanselow (vyd.): Die Schönheit, Jahresbände 1912 und 1914, mit Bildern geschmückte Zeitschrift für Kunst und Leben, Verlag der Schönheit, Drážďany 1912 a 1914.
- Richard A. Giesecke (vyd.): Die Schönheit; Jahresband 1921, mit Bildern geschmückte Zeitschrift für Kunst und Leben, Verlag der Schönheit, Drážďany 1921.